# Fasana Polesine
Fasana Polesine è una frazione del comune di Adria.

## Storia
Il borgo di Fasana esisteva già nel XIII secolo e presumibilmente deve il suo nome a phasianus, ossia il fagiano di cui la zona abbondava.
Fu costituito come comune autonomo nel 1804 col nome di "Fasana" durante il periodo napoleonico, con le frazioni di Ca' Emo e Ca' Tron; lo stemma comunale era un fagiano su una roccia. Assunse poi la denominazione di "Fasana di Polesine" dopo l'annessione del Veneto all'Italia, seguita alla terza guerra di indipendenza.
Verso la fine dell'Ottocento la sede comunale fu spostata a Ca' Emo con conseguente cambio di denominazione.
Nel 1928 il comune di Ca' Emo fu soppresso e il territorio fu diviso tra i comuni di Adria, di cui Fasana è ora una frazione, e Villadose. 
Fa parte del vicariato di Cavarzere e della diocesi di Chioggia.